# Senato dello Stato della Louisiana
Il Senato della Louisiana è la camera alta della Legislatura dello stato della Louisiana, insieme alla Camera dei Rappresentanti, la camera bassa. 
Esso è composto da 39 senatori eletti dai distretti uninominali di tutto lo stato della Louisiana dai loro elettori. I senatori devono essere elettori qualificati (elettore registrato), avere almeno diciotto anni di età, essere domiciliati nel loro distretto da almeno un anno e devono essere residenti nello stato da almeno due anni. Il Senato è il giudice delle qualifiche e delle elezioni dei suoi membri. Le elezioni al Senato si tengono ogni quattro anni e i senatori sono limitati a tre mandati quadriennali (12 anni).
Il Senato si riunisce al Campidoglio dello Stato della Louisiana.